# NTSC
NTSC (от англ. National Television System Committee — Национальный комитет по телевизионным системам) — система аналогового цветного телевидения, разработанная в США. 18 декабря 1953 года было начато цветное телевизионное вещание с применением этой системы.
NTSC была принята в качестве стандартной системы цветного телевидения в США, Канаде, Мексике, Японии, Южной Корее, на Тайване, на Филиппинах и в большинстве стран Южной Америки.

Страны, использовавшие систему NTSC, обозначены зелёным цветом

В настоящее время в большинстве стран вещание по системе NTSC прекращено: в США большинство передатчиков было отключено в 2009 году, в Канаде и Японии — в 2011 году, в Южной Корее и Мексике — в 2012 году. В этих странах произошёл переход на цифровые стандарты телевидения, в том числе, высокой чёткости.

## Технические особенности

Спектр телевизионного сигнала NTSC M

Базовая система NTSC, применявшаяся в США (т. н. NTSC-M), основана на использовании предыдущего стандарта чёрно-белого телевидения, принятого в 1941 году, со стандартом разложения 525/60. Для обеспечения совместимости вместо непосредственной передачи сигналов основных цветов используется передача сигнала яркости Y, соответствующего чёрно-белому изображению, и двух цветоразностных сигналов R-Y и B-Y, несущих информацию о красном и синем цветах соответственно. Недостающая информация о зелёном цвете G восстанавливается в приёмнике вычитанием суммы цветоразностных сигналов из яркостного.
В случае просмотра программы на чёрно-белом телевизоре используется только сигнал яркости, ничем не отличающийся от видеосигнала чёрно-белого телевидения. Сигнал цветности, который содержит информацию о цветоразностных сигналах, чёрно-белыми телевизорами игнорируется.
Его передача осуществляется в спектре яркостного сигнала на вспомогательной частоте (поднесущей) 3 579 545,5 Гц (3,58 МГц), которая принимается устройством цветности цветных телевизоров. Два цветоразностных сигнала ER-Y и EB-Y передаются с помощью квадратурной модуляции поднесущей.
Цветоразностные сигналы подаются на балансный модулятор, на котором они модулируются по амплитуде с подавлением поднесущей. Модулированные цветоразностные сигналы красного ER-Y и синего EB-Y сдвинуты относительно друг друга по фазе на 90°. При суммировании они образуют новый сигнал — сигнал цветности. Таким образом:
{\displaystyle U={\sqrt {E_{R-Y}^{2}+E_{B-Y}^{2}}}}
{\displaystyle \varphi ={\begin{cases}\operatorname {arctg} {\frac {E_{R-Y}}{E_{B-Y}}},&{E_{R-Y}>0}\\\operatorname {arctg} {\frac {E_{R-Y}}{E_{B-Y}}}+{\pi },&{E_{R-Y}<0}\end{cases}}}
Таким образом, изменение фазы свидетельствует об изменении тона, а модуль вектора определяет насыщенность. При этом, на неокрашенных или слабо окрашенных участках изображения помехи нет, так как поднесущая подавлена.
Применение амплитудной модуляции с подавленной поднесущей порождает трудности при приёме. При детектировании важно, чтобы совпадали фазы и частоты гетеродина и поднесущей. Для этого после каждого строчного синхроимпульса на площадке строчного гасящего импульса передаётся особый импульс-вспышка — англ. Colorburst — он содержит 8—10 периодов колебаний опорного генератора.
Частота поднесущей выбрана таким образом, чтобы как можно меньше влиять на приёмники чёрно-белого телевидения.

Помеха от поднесущей. 1-й кадр

Помеха от поднесущей. 2-й кадр

При этом, в интервале строки размещается нечётное число полупериодов поднесущей (точно — 455), поэтому рисунок от помехи имеет вид шахматного поля. Такая структура менее заметная, чем вертикальные полосы.
Полярность поднесущей в смежных кадрах изменяется на противоположную, таким образом, тёмные участки чередуются со светлыми. За счёт временно́й взаимной компенсации помеха становится ещё менее заметной.
Особенностью системы NTSC является то, что информация о цветности передается не в системе координат ER-Y и EB-Y, а в системе EI и EQ, развернутой относительно ER-Y и EB-Y на 33°. Одновременно с этим применяется компрессия по амплитуде для повышения совместимости с чёрно-белым телевидением. Уменьшая размах амплитуды, компрессия обеспечивает отсутствие поднесущей на неокрашенных участках.
{\displaystyle E_{I}=\alpha _{1}E_{R-Y}\cos 33-\alpha _{2}E_{B-Y}\cos 57;}

{\displaystyle E_{Q}=\alpha _{1}E_{R-Y}\cos 57+\alpha _{2}E_{B-Y}\cos 33;}
{\displaystyle \alpha _{1}=0,877;\alpha _{2}=0,493;}
{\displaystyle E_{I}=0,74E_{R-Y}-0,27E_{B-Y};}

{\displaystyle E_{Q}=0,48E_{R-Y}+0,41E_{B-Y}.}
Кроме того, полосы пропускания для сигналов EI и EQ выбраны различными — таким образом разработчиками учитывается тот факт, что человеческий глаз различает мелкие сине-зелёные детали лучше, чем красные. Для сигнала EI ширина полосы пропускания — 1,3 МГц, для EQ — 0,5 МГц.
Значения частот строк и полей в чёрно-белом стандарте 525/60, составлявшие 15 750 и 60 Гц, были изменены, для того, чтобы поднесущая звука стала точной 286-й гармоникой частоты строк. Это пришлось сделать потому, что иначе биения между поднесущими звука (4,5 МГц) и цвета (3,58 МГц) создавали крупноструктурную хорошо видимую помеху в виде перемещавшихся по экрану тёмных и светлых «волн». После коррекции строчная составляет приблизительно 15734 Гц, а кадровая — 59,94 Гц, не требуя переделки генераторов развёрток чёрно-белых телевизоров. «Волны» от этого не исчезли, но стали неподвижными и практически незаметны.
Система NTSC-4,43, в отличие от NTSC-3,58 в вещательном телевидении не применялась, она имела только прикладное значение и в основном использовалась на морских судах. Видеозаписи по этой системе можно было просматривать на слегка модернизированных телевизорах ПАЛ, обходясь без сложной аппаратуры для преобразования стандартов. 

## Достоинства и недостатки

### Достоинства
Главными достоинствами системы NTSC считаются хорошая совместимость с чёрно-белым телевидением, низкий уровень перекрёстных искажений сигналов яркости и цветности, а также хорошая помехоустойчивость и относительная простота приёмного устройства, не требующего ультразвуковых линий задержки, в отличие от PAL и SECAM. При этом канал передачи используется наиболее эффективно из всех существующих систем, позволяя при его относительной узости передавать изображение с хорошей цветовой чёткостью. Система NTSC показала себя с хорошей стороны также при необходимости микширования разных сигналов, позволяя создавать относительно простые студийные видеомикшеры.

### Недостатки
В то же время системе присущи существенные недостатки, прежде всего заключающиеся в высокой чувствительности к амплитудно-фазовым искажениям канала передачи. Амплитудные искажения отражаются в изменении цветовой насыщенности изображения, неустранимые при помощи автоматической регулировки усиления, а фазовые искажения отражаются в изменении цветового тона в зависимости от яркости передаваемого участка. Это особенно заметно в тонах человеческой кожи, которые могут в ярких участках иметь зелёный оттенок. Необходимость коррекции этих искажений привела к появлению ручной регулировки цветового тона «NTSC TINT», отсутствующей на телевизорах других систем. Распространённость проблемы цветовых искажений в NTSC вызвала появление таких бэкронимов к этой аббревиатуре, как англ. Never Twice the Same Color или Never The Same Color (прибл. «каждый раз другого цвета»), а также несколько менее распространённого No True Skin Colors («неверные цвета кожи»).
Жёсткие требования к каналу передачи и дороговизна передающего оборудования заставили разработчиков искать новые технические решения в период становления цветного телевидения в Европе. В результате этих усилий появились стандарты PAL и SECAM, в той или иной степени свободные от недостатков первой в мире системы.

## NTSC в СССР и на Кубе
До появления системы цветного телевидения SECAM в СССР на кафедре телевидения ЛЭИС была разработана адаптированная система «ОСКМ» (Одновременная совместимая система с квадратурной модуляцией) на основе NTSC. С 14 января 1960 года из экспериментальной студии МОСЦТ на Шаболовке велось регулярное вещание по этой системе, принимавшееся телевизорами «Темп-22», «Радуга» с отечественным масочным кинескопом 53ЛК4Ц, и проекционными телевизорами «Изумруд», оснащёнными тремя кинескопами с люминофорами разных цветов. Всего было выпущено около 4000 таких телевизоров всех четырёх моделей, в том числе проекционных - около 600, продававшихся по распределению.
Опытное вещание выявило требовательность системы NTSC к качеству линий связи при передаче на дальние расстояния. Это поставило под сомнение её пригодность для использования в советских условиях.
Некоторые из телевизоров «Темп-22» были позже переделаны своими владельцами для приёма сигналов в стандарте SECAM, причём использовалась схема без линии задержки, вызывавшая снижение цветовой разрешающей способности — цветовосприятие обеспечивалось пространственным усреднением за счёт особенностей зрения, а на ярко-окрашенных объектах была заметна полосатая структура. Тем не менее, журнал «Радио» опубликовал статью об этой переделке, озаглавленную «Любительский цветной телевизор», так как модель «Темп-22» в открытую продажу не поступала.
На Кубе, где цветное телевещание началось еще в 1958 году, планировался переход на систему SECAM, но из-за финансовых проблем вещание было сохранено в стандарте NTSC. Цветное вещание было восстановлено в тестовом режиме в 1975 году, регулярное цветное вещание с 1985 года.